# Landkreis Memmingen
Der Landkreis Memmingen gehörte zum bayerischen Regierungsbezirk Schwaben. Sitz und Namensgeber des Landkreises war die kreisfreie Stadt Memmingen, die lediglich von 1940 bis 1948 dem Landkreis angehörte. Vor dem Beginn der Gebietsreform in Bayern am Anfang der 1970er Jahre umfasste der Landkreis 55 Gemeinden.

## Geographie

### Wichtige Orte
Die einwohnerstärksten Gemeinden waren Grönenbach, Buxheim und Legau.

### Nachbarkreise
Der Landkreis grenzte 1972 im Uhrzeigersinn im Norden beginnend an die Landkreise Illertissen, Mindelheim, Marktoberdorf und Kempten (Allgäu) (alle in Bayern) sowie an die Landkreise Wangen und Biberach (beide in Baden-Württemberg).
Die kreisfreie Stadt Memmingen bildete eine Enklave im Westen des Landkreises.

## Geschichte

### Landgerichte
Im Jahr 1804 wurden die Landgerichte Grönenbach und Ottobeuren gebildet, vier Jahre später zusätzlich das Stadtgericht Memmingen. Die Stadt Memmingen wurde 1809 eine kreisunmittelbare Stadt.

### Bezirksamt
Das Bezirksamt Memmingen wurde im Jahr 1862 durch den Zusammenschluss der Landgerichte älterer Ordnung Grönenbach und Ottobeuren gebildet. Am 1. Oktober 1865 wurden einige Gemeinden des Bezirksamtes Memmingen dem Bezirksamt Mindelheim zugeschlagen.

### Landkreis
Am 1. Januar 1939 wurde wie sonst überall im Deutschen Reich die Bezeichnung Landkreis eingeführt. So wurde aus dem Bezirksamt der Landkreis Memmingen.
Am 1. April 1940 wurde die kreisfreie Stadt Memmingen in den Landkreis Memmingen eingegliedert, doch wurde dies am 1. April 1948 wieder rückgängig gemacht.
Am 1. Juli 1972 wurde der Landkreis Memmingen im Zuge der Gebietsreform in Bayern aufgelöst. Seine Gemeinden Amendingen und Buxach wurden in die kreisfreie Stadt Memmingen eingemeindet. Alle übrigen Gemeinden wurden mit bis auf eine Ausnahme allen Gemeinden des alten Landkreises Mindelheim, 13 Gemeinden des Landkreises Illertissen, den Gemeinden Hasberg und Tiefenried des Landkreises Krumbach (Schwaben) sowie der Gemeinde Schlingen des Landkreises Kaufbeuren zu einem neuen Landkreis Mindelheim zusammengeschlossen. Am 1. Mai 1973 erhielt der neue Landkreis seine heute gültige Bezeichnung Landkreis Unterallgäu.

## Einwohnerentwicklung
| Jahr | Einwohner | Quelle |
| ---- | --------- | ------ |
| 1864 | 31.331    | [ 7 ]  |
| 1885 | 28.433    | [ 8 ]  |
| 1900 | 30.070    | [ 9 ]  |
| 1910 | 32.453    | [ 9 ]  |
| 1925 | 35.107    | [ 10 ] |
| 1939 | 51.658    | [ 11 ] |
| 1950 | 52.433    | [ 12 ] |
| 1960 | 47.700    | [ 13 ] |
| 1971 | 53.400    | [ 14 ] |

## Politik

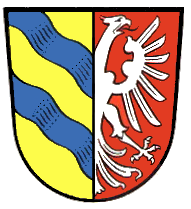
Das Wappen des ehemaligen Landkreises Memmingen

### Wappen
Das Wappen wurde am 13. März 1969 durch Bescheid des Bayerischen Staatsministeriums des Innern genehmigt.
Blasonierung: „Gespalten von Gold und Rot; vorn zwei blaue Schrägwellenbalken, hinten am Spalt ein linksgewendeter halber silberner Adler.“
Die zwei Wellenbalken symbolisieren die beiden Flüsse Iller und Günz, der Adler ist dem Wappen des Klosters Ottobeuren entnommen. Er soll auf die damalige Landeshoheit der Reichsabtei Ottobeuren im östlichen Teil des ehemaligen Landkreises verweisen.
Der Entwurf des Wappens stammt von Stiftsarchivar und Kreisheimatpfleger Aegidius Kolb und die Gestaltung übernahm der Nördlinger Rudolf Mussgnug.

## Gemeinden

Landkreis Memmingen, Gemeindegrenzenkarte von 1961

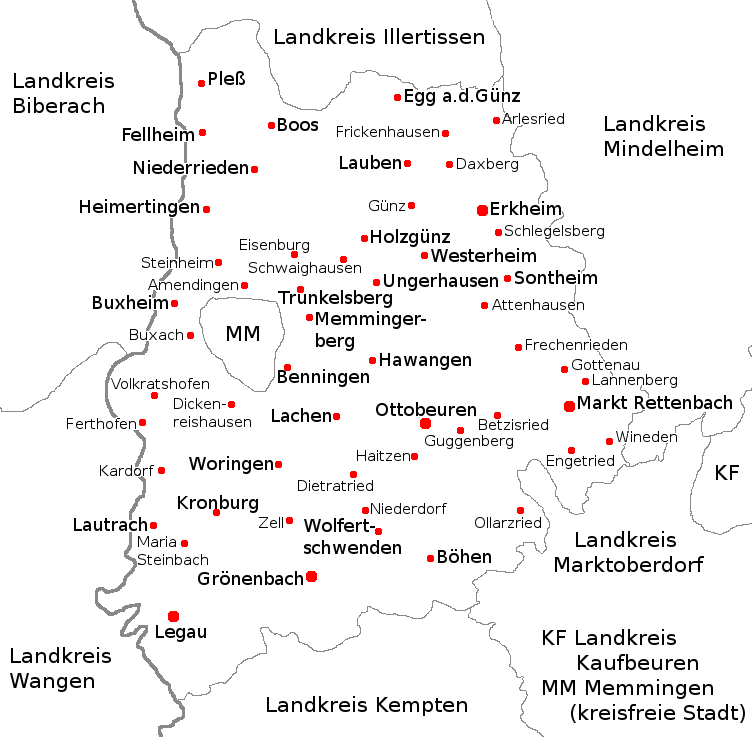
Der Landkreis Memmingen vor der Gebietsreform im Jahr 1972; eingezeichnet sind alle für Gemeinden namensgebende Orte; alle nicht fett beschrifteten Gemeinden wurden im Zuge der Gebietsreform aufgelöst;

Bei den Gemeinden, die aufgelöst wurden, ist in Klammern vermerkt, zu welcher Gemeinde der Ort heute gehört. Die Gemeinden, die heute noch bestehen, sind fett geschrieben.
Märkte
- Erkheim
- Grönenbach (heute: Bad Grönenbach)
- Legau
- Markt Rettenbach
- Ottobeuren

Weitere Gemeinden
- Amendingen (kreisfreie Stadt Memmingen)
- Arlesried (Erkheim)
- Attenhausen (Sontheim)
- Benningen
- Betzisried (Ottobeuren)
- Böhen
- Boos
- Buxach (kreisfreie Stadt Memmingen)
- Buxheim
- Daxberg (Erkheim)
- Dickenreishausen (kreisfreie Stadt Memmingen)
- Dietratried (Wolfertschwenden)
- Egg an der Günz
- Eisenburg (kreisfreie Stadt Memmingen)
- Engetried (Markt Rettenbach)
- Fellheim
- Ferthofen (kreisfreie Stadt Memmingen)
- Frechenrieden (Markt Rettenbach)
- Frickenhausen (Lauben)

| - Gottenau (Markt Rettenbach) - Guggenberg (Ottobeuren) - Günz (Westerheim) - Haitzen (Ottobeuren) - Hawangen - Heimertingen - Holzgünz - Kardorf (Kronburg) - Kronburg - Lachen - Lannenberg (Markt Rettenbach) - Lauben | - Lautrach - Maria Steinbach (Legau) - Memmingerberg - Niederdorf (Wolfertschwenden) - Niederrieden - Ollarzried (Ottobeuren) - Pleß - Schlegelsberg (Erkheim) - Schwaighausen (Holzgünz) - Sontheim - Steinheim (kreisfreie Stadt Memmingen) - Trunkelsberg | - Ungerhausen - Volkratshofen (kreisfreie Stadt Memmingen) - Westerheim - Wineden (Markt Rettenbach) - Wolfertschwenden - Woringen - Zell (Bad Grönenbach) Gemeindefreie Gebiete - Eggerwald - Holzer Wald - Ungerhauser Wald (3,26 km²; besteht heute noch) |

## Kfz-Kennzeichen
Am 1. Juli 1956 wurde dem Landkreis bei der Einführung der bis heute gültigen Kfz-Kennzeichen das Unterscheidungszeichen MM zugewiesen. Es wird nur in der Stadt Memmingen durchgängig bis heute ausgegeben. Im Landkreis Unterallgäu wurde es bis zum 3. August 1974 ausgegeben.